# 二股ラヂウム温泉

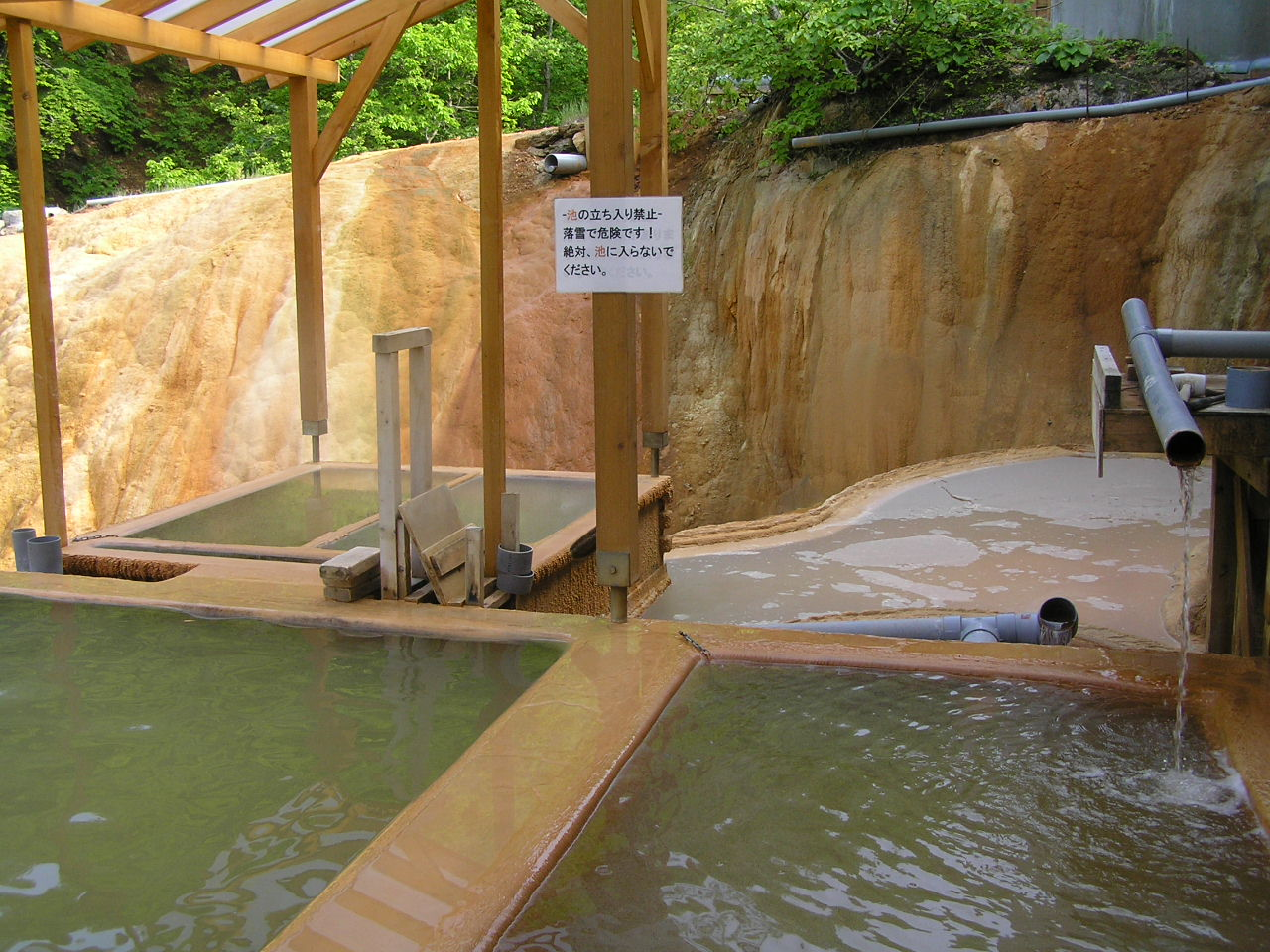
露天風呂

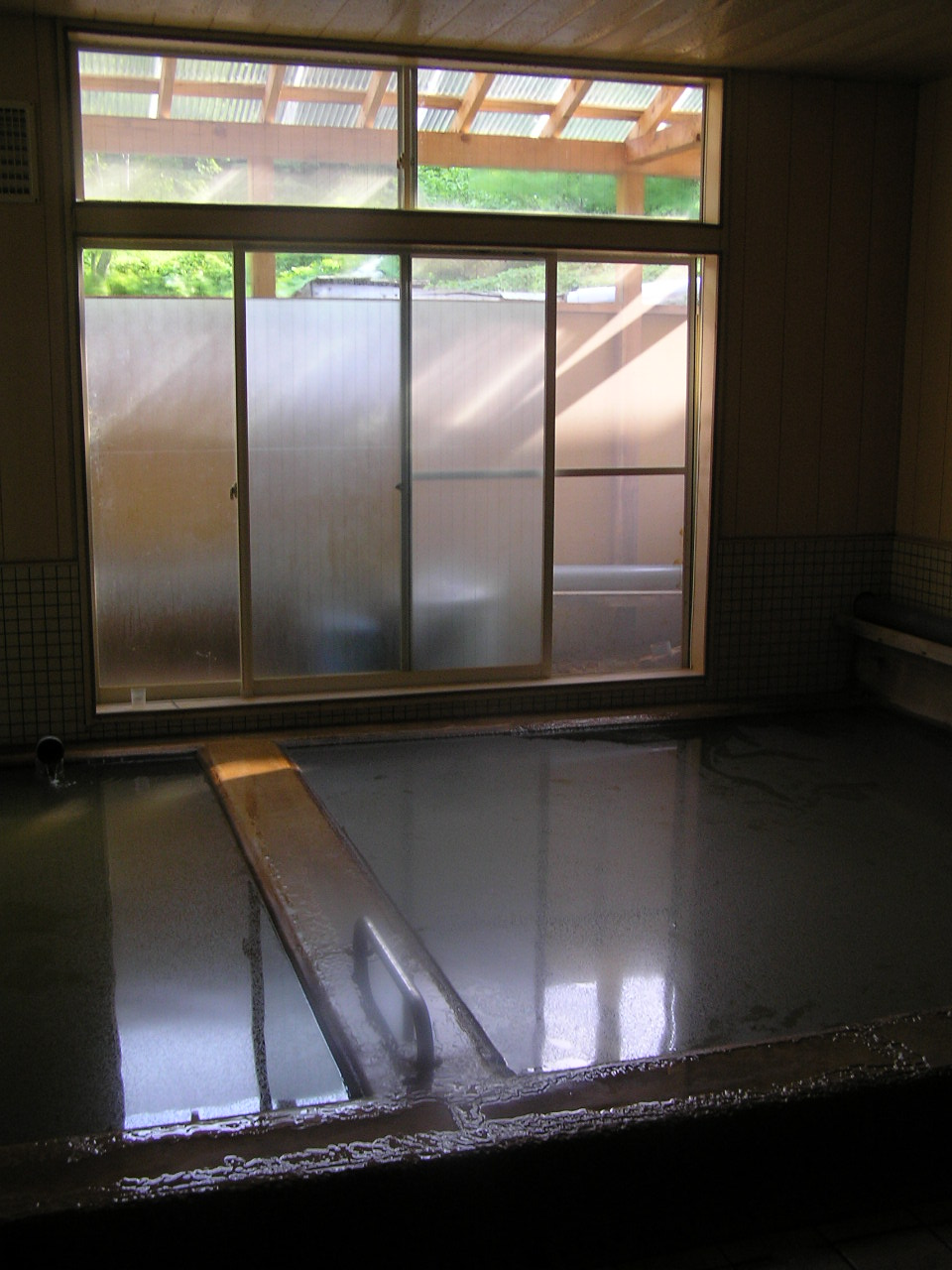
内湯

二股ラヂウム温泉（ふたまたらぢうむおんせん）は、北海道山越郡長万部町字大峯にある温泉。
二股温泉、二股ラジウム温泉、二股らぢうむ温泉など、複数の名称で呼ばれる。

## 泉質
- ナトリウム・カルシウム-塩化物泉[1]
  - 源泉温度 43°C。
  - 湯色はわずかに黄色がかった透明。湯の花により黄褐色に見える。

「ラヂウム温泉」を名乗っているが、温泉法に基づく分類では放射能濃度が基準に達しておらず放射能泉では無い。
当麻町にある当麻ヘルシーシャトーでは、この温泉の湯の花原石を利用している。

## 温泉地
長万部の市街地から山間部へ入った奥地に、一軒宿の「二股らぢうむ温泉」が存在する。2001年に建物が新しくなったため以前のような秘湯の雰囲気は薄らいだが、湯治場としての機能や雰囲気を残している。湯治場であるが施設に自炊施設はないため注意は必要。
源泉に含まれる石灰分によって形成される石灰華が特徴である。旅館の傍には巨大な石灰華ドームが形成されており、北海道の天然記念物にも指定されている。

## 歴史
1898年、嵯峨重良によって温泉が開かれる。開湯伝説によれば、熊が温泉につかっている所をアイヌの人々が発見したとされる。効能は古くから知れ渡っており、戦前は帝国陸軍の保養施設としても使われていた。
国道から離れた雪深い奥地に立地しており、温泉旅館の維持の困難さからか何度か経営者が代わっている。2000年に消費者金融の三和ファイナンス（現：SFコーポレーション）が旅館を買収。木造旅館を建て替え、男女別の浴場を改修（このため混浴は露天風呂のみとなっている）し、「二股らぢうむ温泉」と名称を変更して経営が続けられている。名物であった石灰華ドーム内の浴場が撤去され、ミニ屋内プールが増設された他、日帰り入浴料金が500円から1,000円に値上げされた。
2001年から三和ファイナンスのキャッシング広告（首都圏を中心とする電車の吊り広告や雑誌広告）の下部5分の1程度の面積で「二股らじうむ温泉」の宣伝が掲載されることになり、「心電図異常、ヘルニアは100%治る」「2週間の湯治で良化しなければ返金する」旨を謳っていた。2005年、公正取引委員会はこれらの表示が景品表示法違反（優良誤認）に当たると判断し、旅館を経営する三和ファイナンスに対して警告を発した。この警告は温泉の分野では初のケースであり、表示方法について業界内に波紋を広げることとなった。2007年現在は、「2週間以上療養し、お客様自身が良化の兆候がないと感じ申告した場合は、宿泊費用の全額を返還します。」という表示をホームページ等で行っている。
旅館を直営していた三和ファイナンスは2008年に過払い債権保有者の弁護士らから破産申立が行われたが却下され、SFコーポレーションに社名変更し、2011年8月に倒産。2018年現在は水の素株式会社の運営になっている。

## アクセス

### 鉄道
- 函館本線・室蘭本線長万部駅よりタクシーで約30分（宿泊の場合は送迎あり）、若しくは二股駅からの送迎。どちらも要予約。
- 函館本線二股駅より8 km[6]

### 道路
- 北海道道842号大峯双葉線